# Motoemil
Motoemil era una empresa automovilística griega, con sede en Salónica (que ahora opera como: Emilios Trailers). Lleva el nombre de Emilios Antoniadis, quien inició su negocio con su hermano Konstantinos, fabricando camiones a partir de piezas ensambladas de motocicletas y automóvil. A mediados de la década de 1960s al igual que otras empresas griegas similares, ya había desarrollado la producción de Triciclos "automóviles" completos. Motoemil fue uno de los primeros de su tipo en el norte de Grecia y pronto evolucionó de manera significativa, y sus productos se vendían en todo el país. Los primeros modelos utilizaron motores Volkswagen de 1200 cc refrigerados por aire, y en 1970 se introdujo un modelo más moderno y completamente rediseñado utilizando un motor Ford Alemán.

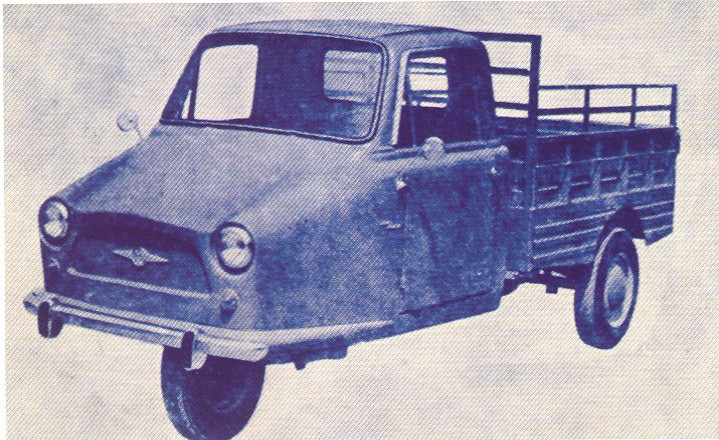
camioneta 3-Wheels (modelo 1967)

## Historia

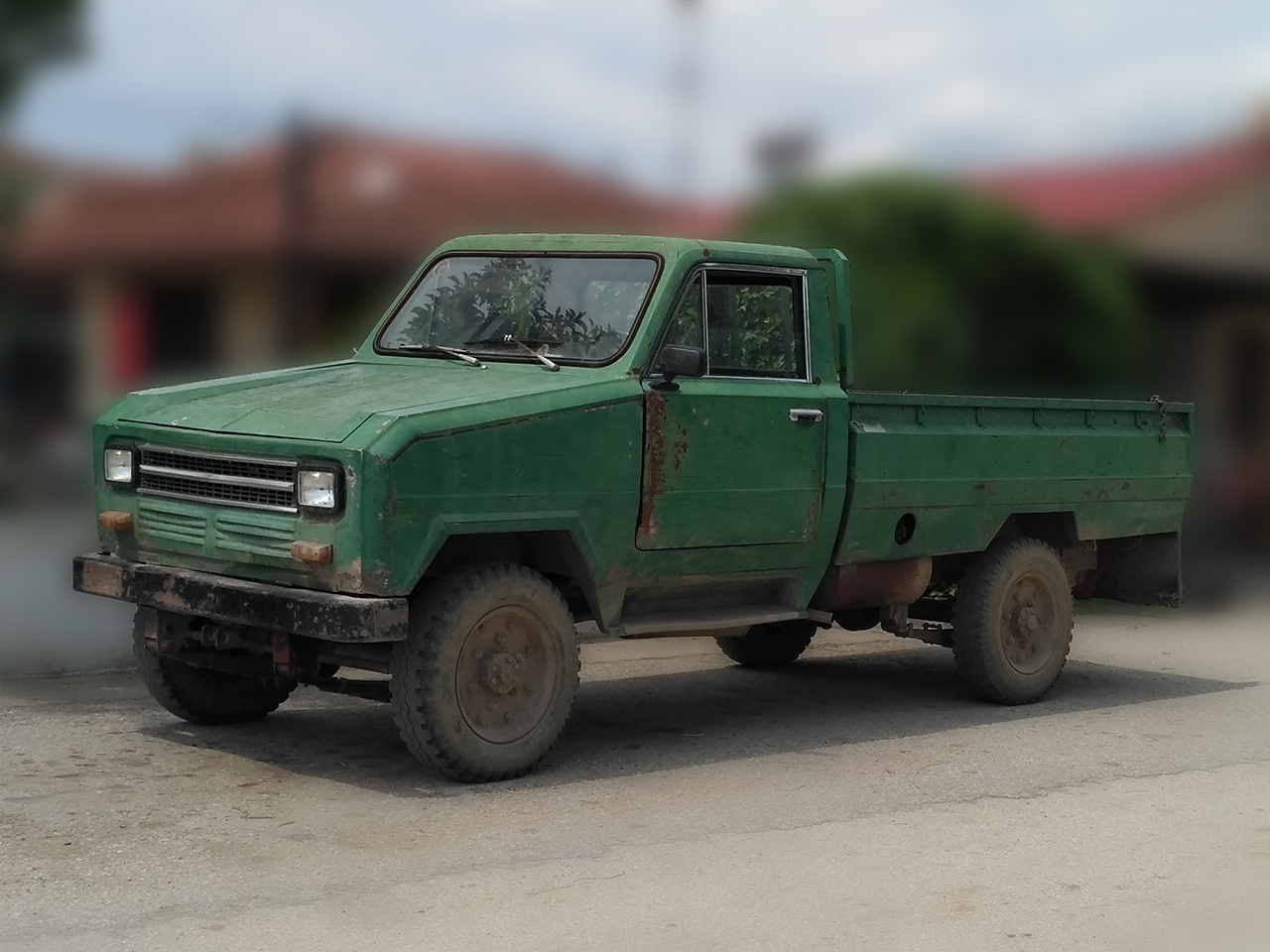
Motoemil 4×4 de 1972

Motoemil fue una de las pocas empresas de camiones que sobrevivió al final de este tipo de vehículos, habiendo desarrollado un tipo completamente nuevo de camión de cuatro ruedas más pesado a mediados de la década de 1970s. La camioneta 4×4 con motor Mercedes-Benz, se colocó en la categoría de Camiones Agrícolas, según la ley griega, En este contexto era similar a otros vehículos griegos (todos desarrollados localmente), como Agricola, AutoDiana, Balkania, EBIAM, Polytrakde entre otros, Sin embargo, Autofarmase produjo en cantidades que superaron a todos los demás en total y se vendió a través de una red de distribuidores en todo el país, Era al mismo tiempo un vehículo todoterreno muy robusto, fiable y que requería mínimos costes de mantenimiento (adecuado para el uso extremadamente duro de los camiones agrícolas), con una carga útil importante, con una cabina relativamente cómoda y un comportamiento en carretera bastante suave, Desde mediados de la década de 1980s, esta categoría de vehículos dejó de ser competitiva debido a los cambios en la legislación griega combinados con diferentes requisitos de los consumidores griegos. La producción de camiones  y camionetas Motoemil se detuvo en 1985 una vez más.

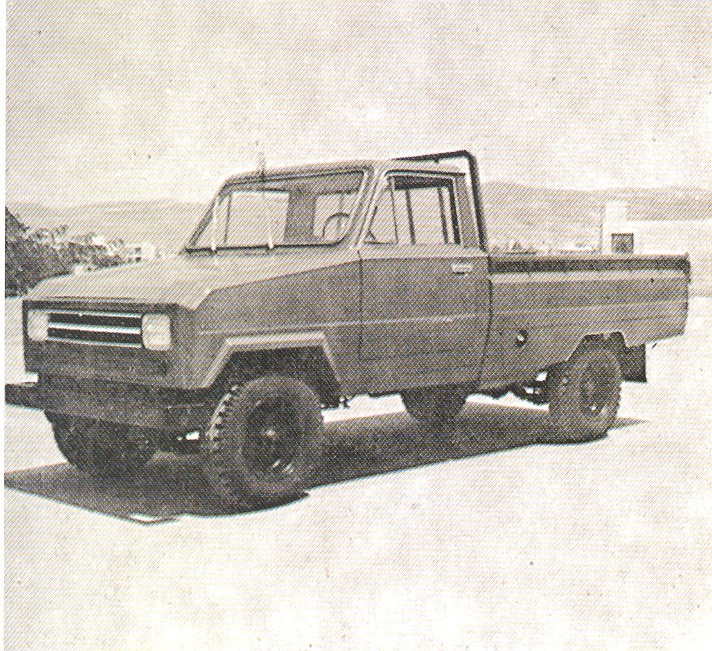
Motoemil 4×4 (modelo 1977)

Sin embargo, la empresa se adaptó a los nuevos datos del mercado enfocándose al desarrollo y producción de Remolques para el transporte de Yates y Lanchas, continuando su operación hasta la actualidad.